# Armex
Skupina ARMEX, též ARMEX GROUP, je česká firma sídlící v Děčíně. Byla založena v roce 1991. Postupně se pak zaměřila zejména na prodej pohonných hmot a prodej elektřiny a plynu. V roce 2018 obsadila 20. místo mezi největšími českými firmami s tržbami ve výši 24 miliard korun. ARMEX je také největší firmou Ústeckého kraje a zaměstnává několik stovek pracovníků. Do dnešního dne ARMEX GROUP zaštiťuje celkem 7 společností, z nichž největší jsou ARMEX Oil a ARMEX ENERGY. V roce 2013 začal ARMEX budovat síť vlastních čerpacích stanic a k roku 2020 jich bylo v České republice dohromady 15.

## Historie společnosti
Skupina ARMEX byla založena v roce 1991 za účelem podnikání v oblasti armatur. Dodnes se této oblasti věnuje společnost ARMEX HOLDING, která také vybudovala a stále rozšiřuje areál v městské části Děčín-Folknáře. Později s příchodem Hynka Sagana začala skupina podnikat v oblasti velkoobchodu s pohonnými hmotami, vznikla tak v roce 1999 společnost ARMEX Oil, která dodnes tvoří největší součást skupiny ARMEX a od roku 2013 buduje v České republice síť čerpacích stanic.
V roce 2005 vznikla společnost ARMEX ENERGY, která se zabývá prodejem elektřiny a plynu. Dnes je tato společnost středně velkým hráčem na poli dodavatelů energií v Česku. K roku 2020 dodává elektřinu a plyn k více než 55 tisícům zákazníků, mezi které patří jak domácnosti, tak podniky a obce. V roce 2019 byla společnost ARMEX ENERGY 4. nejrychleji rostoucím dodavatelem plynu v České republice.
V letech 2013 a 2015 proběhla akvizice společností TRANSCARGO a DRACAR CZ, které se následně sloučily a staly součástí ARMEX Oil.
Společnost Kolibřík Energie, která je dodavatelem energií a zároveň sociální společností investující většinu zisku do udržitelného rozvoje zaměstnanosti[zdroj?], se v květnu 2020 stala součástí ARMEX ENERGY.
Společnost Kolibřík Energie a.s. ohlásila 15. října 2021, že od 19.10.2021 ukončí dodávky elektřiny a plynu svým zákazníkům.

## Společenská odpovědnost a charitativní činnost
Skupina se zaměřuje na sponzoring a podporu především lokálních institucí, spolků a sportovních týmů. Sponzoruje například Městské divadlo v Děčíně, ze sportovního odvětví hokejový klub HC Grizzly Děčín. A byla také v roce 2015 generálním partnerem Mistrovství Čech mužů a žen v kulturistice. V roce 2015 se stala generálním partnerem ligového basketbalového týmu BK ARMEX Děčín.
ARMEX ENERGY ve spolupráci s Ústeckou komunitní nadací v rámci svého dárcovského fondu pak každoročně daruje 100 tisíc korun na podporu a vzdělání dětí a mladých lidí, kterým nepříznivé životní podmínky ztěžují optimální všestranný osobní rozvoj a znevýhodňují je v přístupu ke kvalitnímu vzdělání. Dále skupina podporuje malířskou tvorbu handicapovaných umělců P+P postižení postiženým, jež si pod svou záštitu vzala mecenáška a sběratelka umění Meda Mládková.

## Obrat skupiny ARMEX
| Rok  | Obrat v mil. Kč |
| ---- | --------------- |
| 2013 | 19 048          |
| 2014 | 22 568          |
| 2015 | 25 555          |
| 2016 | 24 202          |
| 2017 | 24 068          |
| 2018 | 23 558          |

## Zajímavé projekty
V červnu 2020 proběhlo otevření multifunkčního komplexu ARMEX LiveCentrum v Děčíně, který nabízí ubytování, sportovní vyžití a restauraci ARRIGŌ. Společnost ARMEX GLOBAL, která rovněž patří do skupiny ARMEX, nainvestovala do tohoto projektu přibližně 200 milionů korun. Projekt získal v roce 2018 také několik cen v soutěži Realitní projekt roku.
Skupina plánuje vdechnout druhý život rekreačnímu areálu Maxičky v Děčíně. Má zde vzniknout pětihvězdičkový hotel.

## Společnosti ve skupině ARMEX
- ARMEX Oil - velkoobchod s pohonnými hmotami a provozování čerpacích stanic
- ARMEX ENERGY - prodej elektřiny a plynu
- ARMEX - prodej průmyslových armatur
- ARMEX HOLDING - výstavba a správa průmyslových zón
- ARMEX GLOBAL - hoteliérství a gastronomie
- ARMEX INVEST - developerská činnost
- Century Elements
- Kolibřík Energie a.s.[12] -  prodej elektřiny a plyn